# 楊鍾健
楊鍾健（1897年6月1日—1979年1月15日），字克強，男，陝西华县（今渭南市华州区）人，中国地質學家及古生物學家，中国古脊椎动物研究的学科奠基人。

## 生平

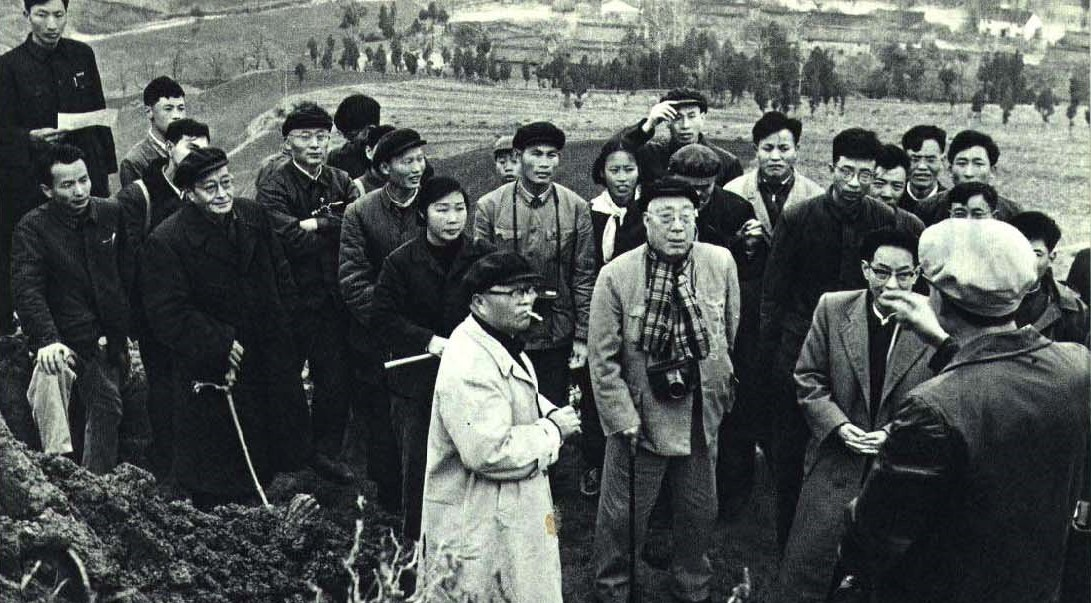
1965年杨锺健在蓝田人遗骸发现地

1923年畢業於北京大學地質系，同年冬赴德國留學，學習古脊椎動物學，1927年獲得慕尼黑大學哲學博士學位。1928年回國，在北京擔任地質調查所新生代研究室副主任，兼周口店發掘的指導工作。1928年後主持實業部中央地質調查所新生代研究室周口店發掘事務。1929年起歷任新生代研究室主任、北京大學、北平師範大學、重慶大學、西北大學等校教授。1944至1947年赴美國、英國、法國、瑞士、加拿大考察和講學。1948年至1949年擔任西北大學校長，兼任國立西安圖書館籌備委員會主任委員。1948年，當選為中央研究院第一屆院士。
1949年任職於中國科學院，1950年至1953年擔任中國科學院編譯局第一任局長兼新生代研究室主任，1953年至1957年擔任古脊椎動物研究室主任，1957年起擔任古脊椎動物研究所所長。1959年起兼任北京自然博物館館長，1962年起擔任中國古生物學會理事長、中國地質學會理事。1979年逝世於北京。

## 学术贡献
他的專長為地質學、古生物學。1929年發起成立「中國古生物學會」，並多次獲選為理事長，1936年獲選為「中國地質學會」理事長。

## 荣誉
1948年獲選為第一屆中央研究院院士。1955年當選為中國科學院生物地學部學部委員。1956獲聘為莫斯科自然博物學會國外會員。

## 所命名的分類
（列表可能不完整）
- 27个楊鍾健命名的生物分类